# Gliricidia maculata
Gliricidia maculata är en ärtväxtart som först beskrevs av Humb., Bonpl. och Carl Sigismund Kunth, och fick sitt nu gällande namn av Ernst Gottlieb von Steudel. Gliricidia maculata ingår i släktet Gliricidia och familjen ärtväxter. Inga underarter finns listade i Catalogue of Life.

## Bildgalleri

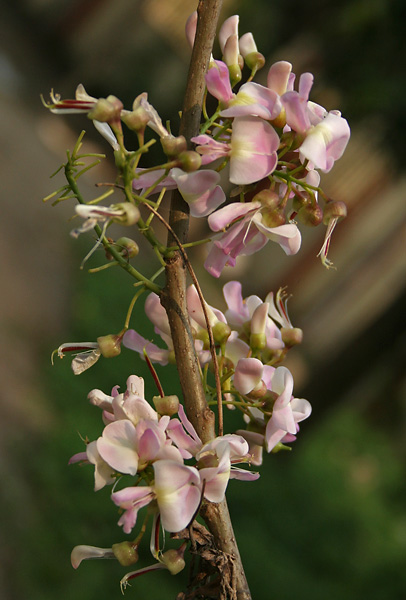
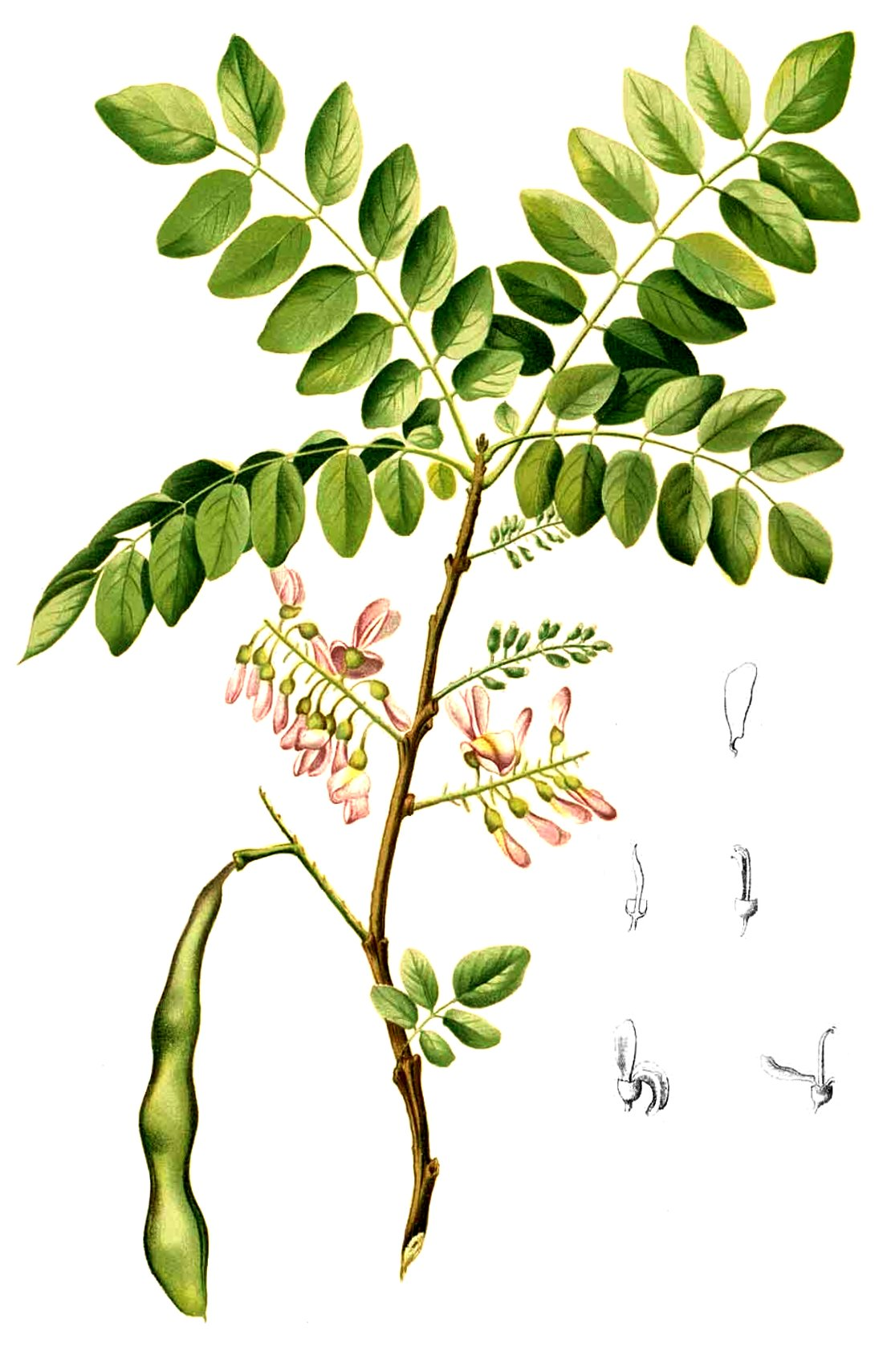